# Hiroshi Kawashima
Hiroshi Kawashima (川島 郭志, Kawashima Hiroshi) est un boxeur japonais né le 27 mars 1970 à Tokushima.

## Carrière
Passé professionnel en 1988, il devient champion du monde des poids super-mouches WBC le 4 mai 1994 après sa victoire aux points contre Jose Luis Bueno. Kawashima conserve à 6 reprises son titre puis le perd face à Gerry Peñalosa le 20 février 1997. Il met un terme à sa carrière après ce combat sur un bilan de 20 victoires, 3 défaites et 1 match nul.

## Référence
1. ↑  (en) Hiroshi Kawashima v Jose Luis Bueno (boxrec.com)